# Batatais (futbolista)
Algisto Lorenzato Domingos (Batatais, Brasil, 20 de mayo de 1910-Río de Janeiro, Brasil, 16 de junio de 1960), más conocido como Batatais, fue un futbolista brasileño que jugaba como guardameta.

## Selección nacional
Fue internacional con la selección de fútbol de Brasil en 3 ocasiones. Formó parte de la selección que obtuvo el tercer lugar en la Copa del Mundo de 1938.

### Participaciones en Copas del Mundo
| Mundial                        | Sede    | Resultado    | Partidos | Goles |
| ------------------------------ | ------- | ------------ | -------- | ----- |
| Copa Mundial de Fútbol de 1938 | Francia | Tercer lugar | 2        | 0     |

## Clubes
| Club                  | País   | Año       |
| --------------------- | ------ | --------- |
| Portuguesa            | Brasil | 1933-1934 |
| Palestra Itália-SP    | Brasil | 1935      |
| Fluminense            | Brasil | 1935-1947 |
| → America-RJ (cedido) | Brasil | 1942-1943 |

## Palmarés

### Campeonatos regionales
| Título                   | Club       | País   | Año  |
| ------------------------ | ---------- | ------ | ---- |
| Campeonato Carioca (LCF) | Fluminense | Brasil | 1936 |
| Campeonato Carioca       | Fluminense | Brasil | 1937 |
| Campeonato Carioca       | Fluminense | Brasil | 1938 |
| Campeonato Carioca       | Fluminense | Brasil | 1940 |
| Campeonato Carioca       | Fluminense | Brasil | 1941 |
| Campeonato Carioca       | Fluminense | Brasil | 1946 |